# 笑理學
笑理學(Gelotology)，是研究笑的過程與結果。在心理上與生理上的角度去分析笑，並运用在醫學領域上。

## 愛笑瑜珈
由印度內科醫師麻丹‧卡塔利亞發展的一套瑜珈。它結合了瑜珈式呼吸與笑的律動，讓身體和腦部獲得更多的氧氣，使人身體和心靈上帶來益處。

## 笑笑功
笑笑功是一種笑與氣功的功法，應用正向心理學，以積極正面的態度面對生命。經由氣功的手法，放鬆身體經絡調整呼吸及大笑，將氧氣送往丹田，藉由丹田振動來按摩臟腑。藉身心靈放鬆的方式，培養健康的生活習慣與模式。

## 外部連結
- Etymology of Gelotology （页面存档备份，存于）
- University of Washington （页面存档备份，存于）
- Humour therapy for cancer patients （页面存档备份，存于）
- Chimpanzee Facial Expression & Vocalizations （页面存档备份，存于）
- American School Of Laughter Yoga: A very comprehensive "how to" resource on Laughter Clubs and Laughter yoga （页面存档备份，存于）